# Puente de Piedra de San Juan del Río (Puente de la Historia)
El Puente de Piedra de San Juan del Río, mejor conocido como Puente de la Historia es el monumento histórico más emblemático de esta ciudad queretana. Fue construido en la primera década del siglo XVIII para dar continuidad al tránsito en el Camino Real de Tierra Adentro, itinerario cultural del que San Juan del Río forma parte.

## Historia
La construcción de este puente inició el 9 de febrero de 1710 y terminó el 23 de enero de 1711. Poco más de 11 meses duró su edificación, la cual se hizo exactamente en el Camino Real de Tierra Adentro, la actual Avenida Juárez al poniente.
Fue Francisco Fernández de la Cueva, duque de Albuquerque, entonces virrey de Nueva España, quien ordenó al arquitecto Pedro de Arrieta la construcción de un puente para San Juan del Río en 1710. Al año siguiente, el nuevo virrey Fernando de Alencastre Noroña y Silva, duque de Linares, continuó con la encomienda.
El que conocemos hoy como Puente de la Historia, es de construcción sólida y arquitectónicamente es muy vistoso y mejor ornamentado. Es de cinco arcos y ostenta varias inscripciones en cantera.
San Juan del Río, por su situación geográfica, era paso obligado para la arriería y carreros que iban al Norte y Poniente de la Nueva España. Desde mediados del siglo XVII se le llamó "Garganta de toda Tierra Adentro". Fue parada forzosa por ser aduana donde se cobraban las alcabalas de toda clase de mercancías.

## Toponimia del puente
Oficialmente, no tiene nombre asignado, pero se le conoció desde antaño simplemente como “Puente de Piedra”. Un tiempo se le mencionó como “Puente Nacional” (porque la antigua Calle Real, posterior a la restauración de la República en 1867, fue llamada Calle Nacional). También se le mencionó como “Puente de La Venta” (por el mesón de La Venta, que se localiza en el margen poniente del río).
Actualmente, es conocido como Puente de la Historia, nombre que surge por iniciativa del licenciado Felipe Muñoz, en ocasión de la conmemoración del 450 aniversario de la fundación de San Juan del Río en el año 1985. En ese año, la imagen del puente sirvió como distintivo para dichos festejos, utilizándose además el lema "San Juan del Río, Puente de la Historia".
A más de 300 años de su construcción, este monumento sigue brindando servicio. Ha resistido todo: fuertes corrientes, pesadas cargas, vandalismo, etcétera, pero sigue en pie y sin duda es una joya queretana.